# Maun
Maun – piąte co do wielkości miasto w Botswanie. W 2011 liczyło 55 784  mieszkańców. Stolica Dystryktu North West. W mieście znajduje się kampus Uniwersytetu Botswany.

## Geografia
Miasto położone jest nad Deltą Okawango. Na obrzeżach miasta znajduje się rezerwat Maun Wildlife Educational Park, a także farma krokodyli Okavango Swamps Crocodile Farm. W mieście znajduje się małe muzeum Nhabe Museum, które wyświetla obrazy na temat sztuki, rzemiosła i historii naturalnej Botswany.

## Komunikacja i transport
Znajduje się tu Port lotniczy Maun.

## Gospodarka
The Velvet Dust Might – jest to fabryka, która produkuje odzież bawełnianą, artykuły gospodarstwa domowego, wyroby z metalu i biżuterii srebrnej. Ma także kawiarnię, gdzie sprzedawane są domowej roboty chleb i ciastka.